# 星咲優菜
星咲 優菜（ほしざき ゆうな・1990年5月25日 - ）は、日本のAV女優。
旧芸名は前田 優希（まえだ ゆうき）。元プライムエージェンシー所属。高橋ゆら名義でも活動を行う。

## 略歴・人物
2010年夏頃より撮影会、イベント出演などの活動を経て、同年11月25日、ハックツ美少女Revolutionにて着エロアイドルとしてデビュー。その後2011年4月にAVデビュー。
AV活動のほかテレビ出演の機会も多く、テレビ朝日『タモリ倶楽部』空耳アワーに数度出演。2013年より事務所を移籍、芸名を星咲優菜に改め活動した。移籍後の最終所属事務所は非公開。
後述のテレビ東京『家、ついて行ってイイですか?』出演時は、一般人として取材クルーと偶然出会い、その後の取材で2014年をもって活動を辞めていること、現在ではアイドルやバンドのライブ会場のスタッフ・裏方として活動していると明かしている。
2024年3月、E-BODYから高橋ゆらとして約10年ぶりにAV再デビュー。

## 人物
アイドルオタクであることを公言している。BiS、ひめキュンフルーツ缶、パワースポットなど。
また、パンクやハードコア、スラッシュメタルなどの音楽も好んで聴いている。
パイズリがそこまでフィーチャーされていなかった2010年代にこだわりを持って乳テクを磨いた元祖パイズリ女優である。

## 出演作品

### イメージビデオ
- ハックツ美少女 Revolution（2010年11月25日、グラッツコーポレーション）
- Hot Shot（2011年1月7日、心交社）
- 妻美喰い（2011年8月30日、オルスタックピクチャーズ）

### アダルトビデオ
2011年
- Hカップ着エロアイドルAV解禁（4月1日、MOODYZ）
- 優等生は隠れボイン（5月1日、MOODYZ）
- 柔かくて優しいパイズリSEX。（6月1日、MOODYZ）
- 野外で大量お漏らしSEX（7月1日、MOODYZ）
- 真性中出し（8月1日、MOODYZ）
- 院内凌辱された巨乳人妻看護師（9月1日、プレステージ）
- 続・素人娘、お貸しします。VOL.29（9月1日、プレステージ） ※セルビデオショップ限定作品
- 美人母近親調教投稿録（9月5日、NON）
- パイズリしまくり敏感チクビ女 ver.挟射（9月15日、ワープエンタテインメント）
- Hカップ巨乳アナのHな裏の顔お見せします（9月22日、ROCKET）
- 院内凌辱された巨乳人妻看護師（9月1日、プレステージ）
- 逆ナンパ@マジックミラー号（9月22日、SODクリエイト）
- 完全会員制 爆乳ぼったくりBAR Hカップ99cm ゆうきリンリン（9月23日、チェリーズ）
- 巨乳痴女大乱交スペシャル（9月25日、美）
- いつも気になるあの娘はノーブラボイン（10月6日、グローリークエスト）
- イカセッぱっ! 犠牲者（10月7日、グレイズ）
- 着エロアイドル 前田優希 お貸しします。（10月7日、クリスタル映像）
- 桃乳おっぱい娘中出しエッチ（10月7日、グレイズ）
- 生中出し記録 03（10月11日、プレステージ）
- 社内情事 爆乳OL ゆうき（10月13日、ハヤブサ）
- 巨乳お見舞い申し上げます 5 Hカップ99cm ゆうきのプルルン日和（10月21日、チェリーズ）
- 最高級ソープ 極上三輪車special 超爆乳ソープ嬢 アレキサンダープレイ専門店（11月4日、グレイズ）
- 100％孕ませたい…、人気女優、優希（11月5日、NON）
- ムッチリ巨乳レズソープ 2（12月8日、ディープス）
- ロケットBBS人気ナンバーワン逆ショタ企画 戦隊ヒロインVSちびっこ催眠（12月8日、ROCKET）
- きょに湯の宿 乳とぴあ2 ～求めていた理想胸がココにある～ Hカップ99cm 専属女チュー ゆぅき（12月16日、チェリーズ）
- ママの大きなおっぱいは僕のモノ（12月19日、ABC/妄想族）
- 冴えない中年男のオレが、なぜか嫁の連れ子にホレられて、弱ったなとは思ったけど、娘の巨乳に目がくらんでヤッちまった…（12月22日、ヒビノ）
- 筆おろし 童貞君! こんな素敵な素人妻に筆おろしされてみませんか？ 癒し若妻編（12月25日、ビッグモーカル）
- マゾ乳 生中出し（12月25日、ゲインコーポレーション）

2012年
- 家庭教師が巨乳受験生にした事の全記録 隠撮カメラFILE （GG-006）* ぬるビッチ絶頂中毒 1（1月11日、MAD）（1月5日、グローリークエスト）
- Boin「前田優希」Box（1月19日、ABC/妄想族）
- 緊縛凌犯録 爆乳HカップM奴制服少女（1月25日、ゲインコーポレーション）
- 「女の口は嘘をつく。」 雌女ANTHOLOGY #102（2月3日、アウダースジャパン）
- 新兵器！拘束移動仮設トイレ　前田優希（2月9日、ATOM）
- 「私、おっぱいが大きいのがコンプレックスなんです」爆乳complex（2月15日、ワンズファクトリー）
- 前田優希 4時間（2月17日、グレイズ）
- Boin「前田優希」Box2 生撮りフェティッシュLIVE（2月19日、ABC/妄想族）
- 恥じらいオッパイ Hカップ巨乳猥褻娘（2月19日、ドグマ）
- グラマープレス工場（2月23日、KEU）
- 美少女巨乳 YUKI MAEDA 99cm Hcup（2月25日、デジタルアーク）
- 数年ぶりに会った叔父さんに「昔みたいに、一緒にお風呂に入ろうよ」と成長した身体を平気で見せる超巨乳の姪っ子（3月1日、グローリークエスト）
- 母が白衣を脱ぐとき2（3月1日、MOODYZ）
- スク◆レズ ～先輩と私の同棲性活～ Iカップ100cmももか Hカップ99cmゆう（3月2日、クリスタル映像）
- 前田優希のソープしちゃうぞ（3月16日、クリスタル映像）
- SOAP ご奉仕最高級ソープ あなたはドコでヌク…？ YUHKI（4月7日、桃太郎映像出版）
- NON STOP ORGASM ポルチオエンドルフィン 前田優希 色欲発動（4月20日、クリスタル映像）
- 巨乳混浴コンパニオン 3（4月21日、ROCKET）
- 女は男ヲ爆乳で犯ス（4月25日、美）
- 本能剥き出し生中出しセックス（4月25日、ダスッ!）
- 爆乳JKは小悪魔ビッチ ゆうき（4月26日、ラマ）
- 孕ませたい可愛い巨乳下級生（4月27日、I.B.WORKS）
- ボイン大好きしょう太くんのHなイタズラ（5月3日、グローリークエスト）
- S級インストラクター爆乳中出し ゆうき（5月24日、サムシング）
- 身体つきがすでに痴漢フラグ立ってる（5月25日、バルタン）
- 真面目過ぎる爆乳家政婦（6月7日、グローリークエスト）
- せんせいっ!!～フタリの関係が変わる瞬間～（6月13日、HERO）
- パイズリ専用美巨乳 前田優希8時間BEST（6月13日、MOODYZ）
- 爆乳専科 卑猥過ぎる躯～ヒワイスギルカラダ #01（6月22日、ワンダフル）
- 爆乳のほろ酔い三姉妹に犯されたい（7月1日、Fitch）
- THE 前田優希（7月13日、ハヤブサ）
- 【AV30】前田優希ベスト 4時間（7月13日、ABC/妄想族）
- おっぱいボインボインナース（7月13日、カルマ）
- 前田優希がセラピスト Hカップ回春エステ 積極的なオンナの子!覚悟してね!男子たち!（8月1日、プレステージ）
- 久しぶりに実家に帰ったら冴えない従兄弟が超巨乳の嫁を連れてきた!（8月2日、グローリークエスト）
- 前田優希 ベスト（9月6日、グローリークエスト）
- 爆乳JK制服少女狩り File.15ゆうき（9月13日、HERO）
- 前田優希 8時間 SPECIAL COLLECTION（9月21日、クリスタル映像）
- リメイク版～寝たふりする女（9月25日、アロマ企画）
- こんな女に挟射したい 谷間マ●コにそのまま中出し（10月5日、ドリームチケット）
- プレミアムぽちゃ娘 NO.005 前田優希（B102-Hカップ）（10月7日、ぽちゃぷり/妄想族）
- 禁断介護（10月18日、グローリークエスト）
- 絶叫アクメ真正中出し輪姦パーティー（11月30日、モブスターズ）
- 息子の友達1○才を夜這い 隣には息子、隣の部屋には旦那…スリルな肉欲に溺れるショタコン中出し妻（12月20日、V&Rプロダクツ）
- JK◆巨乳（2月22日、セブン）
- だらしない性欲と体 ムチムチ美痴女のチ●コ狩リ（4月12日、フェ血ス）
- 巨乳JK（5月7日、デジタルアーク）

「星咲優菜」名義
- どすけべ老人会と巨乳娘たち（2013年6月7日、クリスタル映像）
- ノーブラ着乳谷間（6月14日、S級素人）
- 衝撃!!セックス好きの一般素人妻がここまで淫乱だとは思いもよらへんかった!!（6月19日、デヴィ/エマニエル）
- 童貞クリニック 4（6月20日、SODクリエイト）
- 抱きしめてフェラチオ（6月21日、OFFICE K’S）
- セレブ巨乳人妻 寝取られアロマエステ（7月1日、変態紳士倶楽部）
- 濡れた秘肉（7月13日、E-BODY）
- 超乳・凄乳・爆乳（7月13日、CREAM PIE）
- 欲求不満な人妻たちのフェラチオは手を使わずに口だけで… 其の2（7月25日、タカラ映像）

「黛里奈」名義
- ラフォーレ ガール Vol.37（2014年11月18日、DRP）

「高橋ゆら」名義
- 一世を風靡したAV女優がカラダもエロも色気を増して戻ってきたー。 パイズリ女王 高橋ゆら 10年ぶりの電撃復活（2024年4月16日、E-BODY)

## 出演

### 映画
- 寄生獣医・鈴音GENESIS×EVOLUTION(2011年11月26日・2011年12月3日、監督:金田龍) -竹田葵役
- キラーモーテル(2012年7月21日) -ミチコ役
- 川下さんは何度もやってくる（2014年5月24日公開、いまおかしんじ監督）
- 恋のプロトタイプ（2014年8月2日公開、中村公彦監督）

### Vシネマ
- マン・ハンティング リデンプション  (2011年7月6日、アルバトロス)
- ミッシング55 （2011年9月2日、アルバトロス）
- ミッシング55 ファイナル・ブレイク（2011年10月5日、アルバトロス）
- ヤンキー女子高生7〜栃木最強伝説〜（2011年12月、オールインエンタテインメント） - エリカ 役
- 未亡人団地妻(2013年4月19日、オールインエンタテイメント) - 主演 葉子 役

### テレビ番組
- TKOの大人のアホぢから（2011年4月21日、関西テレビ）
- 大人の子守唄（2011年6月17日、24日、 サンテレビ )
- タモリ倶楽部 空耳アワー（2011年8月20日、テレビ朝日）
- 特命係長 只野仁ファイナル(2012年1月6日、7日)
- タモリ倶楽部空耳アワード前編・後編(2012年5月19日、26日)
- タモリ倶楽部 空耳アワー (2012年10月6日)
- 家、ついて行ってイイですか？　～たまには深夜にこっそりＳＰ！第４弾～　(2016年9月30日)

### ネット配信
- スパローズのギリギリセーフ!?（2011年 、ニコジョッキー/ニコニコ生放送）

### UDM
- 熱闘! SEXY野球拳 2nd 〜今度はチョキだすよ!(笑)〜 （2011年4月22日、セブンエイト）